# Северски Донец
Сѐверски Донѐц (на руски: Северский Донец; на украински: Сіверський Донець), или само Донец, е река в Русия (54-та по дължина) и Украйна (7-а по дължина), най-големият приток на Дон. Дължината ѝ е 1053 километра. Извира в Белгородска област, протича през Украйна, влива се в Дон в Ростовска област.

## Географска характеристика

### Извор, течение, устие
Реката води началото си от южната част на Средноруското възвишение на 162 m н.в. в село Подолхи, Прохоровски район, северната част на Белгородска област. В най-горната си част до град Белгород реката тече в посока юг-югозапад и на нея са изградени множество микроязовири. След Белгород посоката ѝ се изменя на юг-югоизток, преминава през голямото Белгородско водохранилище и южно от село Новая Таволжанка напуска пределите на Русия и навлиза на територията на Украйна, Харковска област. Веднага след това водите ѝ се изливат в голямото Печенегско водохранилище, снабдяващо с питейна вода град Харков. След изтичането си от водохранилището реката завива на югозапад, а при град Змиив – на югоизток, като спазва това направление до 117-ия километър от устието си, на територията на Ростовска област, Русия. След това Северски Донец завива и след 117 km се влива отдясно при 218-ия km на река Дон, на 4 km южно от град Уст Донецки, Ростовска област, на 5,5 m н.в.
В голямата си част от течението на реката долината ѝ е широка от 8 до 10 km в горното течение до 20 – 26 km в долното и е асиметрична. Десният бряг на долината е висок (на места с открити скали), силно разчленен от оврази и сухи дерета, а левият е полегат, с обширна заливна тераса, осеяна с многочислени старици, езера и блата. Коритото на реката силно меандрира по заливната тераса, особено в средното течение. В средното течение Северски Донец се подхранва от води, идващи от Днепър чрез канала Днепър – Донбас, а по-надолу от реката се отделя каналът Северски Донец-Донбас, който снабдява с промишлена вода Донецкия въглищен басейн. В района на град Донецк (Ростовска област) реката пресича южната част на Донецкото възвишение (рус. Донецкий кряж) и тече в тясна долина със стръмни и скалисти склонове. В долното си течение на протежение от 230 km реката е шлюзована, течението ѝ е бавно, а коритото ѝ достига ширина от 100 до 200 m.

### Водосборен басейн, притоци
Водосборният басейн на река Северски Донец обхваща площ от 98 900 km2, която представлява 23,44% от водосборния басейн на Дон. Той се простира на територията на 7 области: в Русия – Белгородска, Воронежка, Курска и Ростовска област; в Украйна – Донецка, Луганска и Харковска област. Водосборният басейн на реката граничи със следните водосборни басейни:
- на юг и югозапад – водосборния басейн на река Тузлов (десен приток на Дон) и водосборните басейни на малки и къси реки, вливащи се от север в Азовско море;
- на запад – водосборните басейни на реките Самара, Ворскла и Псьол (леви притоци на Днепър);
- на изток – водосборните басейни на реки, вливащи се отдясно в река Дон).

Река Северски Донец получава над 1000 притока с дължина над 10 km, от които 13 са с дължина над 100 km. По-долу са изброени тези 13 реки, като са показани на кой километър от течението се вливат (километрите се броят от устието към извора), техните дължини, площта на водосборните им басейни, дали са леви (←) или десни (→) притоци и къде се вливат:
← 825 Уди 164 km, 3894 km2, при посьолок Есхар, Харковска област;
← 634 Берека 102 km, 2680 km2, при село Петровскоя, Харковска област;
→ 580 Оскол 472 km, 14 800 km2, на 2 km югоизточно от село Синичино, Харковска област;
← Казьонний Торец 129 km, 5410 km2, при посьолок Райгородок, Донецка област;
→ Красная 151 km, 2710 km2, при град Кременная, Луганска област;
→ 343 Айдар 264 km, 7420 km2, на 3 km югозападно от град Шастиа (Счасте), Луганска област;
← Луган 198 km, 3740 km2, при станица Луганская, Луганска област;
→ 273 Делкул 165 km, 5180 km2, на 2 km северозападно от село Пархоменко, Луганска област;
← 214 Болшая Каменка 118 km, 1810 km2, североизточно от посьолок Гундоровски, Ростовска област;
→ 197 Глубокая 123 km, 1400 km2, при град Каменск Шахтински, Ростовска област;
→ 117 Калитва 308 km, 10 600 km2, при град Белая Калитва, Ростовска област;
→ 84 Бистрая 218 km, 4180 km2, при село Уст Бистрий, Ростовска област;
← 18 Кундруча 244 km, 2320 km2, при село Хрящевски, Ростовска област.

### Хидроложки показатели
Средният многогодишен отток на реката на 119 km от устието е 159 m3/s, а в устието 200 m3/s. Подхранването е предимно снегово с ясно изразено пълноводие от февруари до април, като в този период нивото ѝ се повишава от 3 до 8 m. Ширината на коритото ѝ се колебае от 30 до 70 m. Дъното е предимно пясъчно, неравно, с дълбочини от 0,3 m при бързеите и до 10 m в бавното течение. Замръзва в средата на декември, а се размразява в края на март, като дебелината на леда достига до 20 – 50 cm. Общият пад на водата от извора до устието е 157 m, което представлява 0,18 m/km. Течението ѝ е много бавно, в някои участъци практически нулево, от 0,15 m/s при град Чугуев до 1,41 m/s при град Лисичанск.

## Стопанско значение
Река Северски Донец е плавателна на 222 km от устието си, до град Донецк, като в последния участък преди града са изградени 6 шлюза с дължина до 100 метра, ширина до 17 m и дълбочина до 2,5 m.

## Селища
По течението на реката са разположени множество населени места, в т.ч. 15 града:
- Белгородска област – Белгород;
- Харковска област – Чухуив, Змиив, Балаклея и Изюм;
- Донецка област – Святогорск (бивш Славяногорск);
- Луганска област – Лисичанск, Приволе, Рубижне, Северодонецк и Шастиа (бивш Счасте);
- Ростовска област – Донецк, Каменск Шахтински, Белая Калитва и Уст Донецки.